# Lovrenc na Pohorju
Lovrenc na Pohorju là một khu tự quản của Slovenia. Lovrenc na Pohorju có diện tích km2, dân số là người (năm). 
Lovrenc na Pohorju nằm trong vùng đồi Pohorje về phía tây của Maribor. Khu vực này là một phần của khu vực truyền thống của Hạ Styria. Nó bây giờ là bao gồm trong khu vực thống kê Drava.
Nhà thờ giáo khu lấy tên gọi dành riêng cho thánh Lawrence và thuộc về Tổng giáo phận Công giáo Maribor. Nó được đề cập lần đầu trong văn bản từ thế kỷ 12. Nó được xây dựng lại trong 1407 và thay đổi lớn kiến trúc vào thế kỷ 18. Hai nhà thờ khác được dành riêng để thánh Radegund và Thánh Giá. Cả hai được xây vào thế kỷ 17 .